# 柳光世
柳光世（？—469年），北魏、南朝宋官员，河東郡解县人，柳元景从祖弟。
柳光世留居乡里，在北魏担任折冲将军、河北郡太守，封西陵县男。柳光世姐夫崔浩担任北魏司徒。魏太武帝太平真君十一年（450年），崔浩因国史之獄被誅殺，河东大姓很多被连坐夷灭。柳光世亡命南朝宋。宋文帝任命他为振武将軍。宋前废帝景和元年（465年），担任左将軍、直閤。湘東王劉彧杀死前废帝，柳光世参与计划。同年（泰始元年），劉彧即位为明帝，任命柳光世为右衛将軍，封开国县侯，食邑千户。泰始二年（466年）劉子勛之乱爆发，地方刺史反叛明帝，柳光世投奔徐州刺史薛安都，薛安都让他驻守下邳城。泰始三年（467年），薛安都归附北魏軍，柳光世归降明帝，明帝赦免他，让他担任順陽郡太守。泰始五年（469年）其子柳欣慰计划废黜明帝，擁立廬江王劉禕，事发，柳欣慰被处死，柳光世连坐賜死。